# کارل ریتر
کارل ریتر (انگلیسی: Carl Ritter؛ زاده ۷ اوت ۱۷۷۹ درگذشته ۲۸ سپتامبر ۱۸۵۹) یک جغرافی‌دان اهل آلمان بود.
او را در کنار الکساندر فون هومبولت از بنیانگذاران جغرافیای مدرن می دانند. او از سال ١٨٢٥ تا زمان مرگش، اولین کرسی جغرافیا را در دانشگاه برلین در اختیار داشت.

## زندگینامه
کارل ریتر در کوئدلینبورگ به دنیا آمد، یکی از شش فرزند یک پزشک مورد احترام، به نام اف.دبلیو. ریتر. پدر ریتر در دو سالگی درگذشت. در پنج سالگی در مدرسه شنپفنتال سالزمن ثبت نام کرد، مدرسه ای که بر مطالعه طبیعت متمرکز بود (ظاهراً تحت تأثیر نوشته های ژان ژاک روسو در مورد آموزش کودکان). این تجربه بر ریتر در طول زندگی‌اش تأثیر گذاشت، زیرا او به شیوه‌های آموزشی جدید، از جمله شیوه‌های آموزشی یوهان هاینریش پستالوتزی، علاقه داشت. در واقع، بسیاری از نوشته های ریتر بر اساس سه مرحله پستالوزی در تدریس بود: کسب مطالب، مقایسه کلی مطالب، و ایجاد یک سیستم کلی.

پس از اتمام تحصیلات، ریتر به بتمن هالوگ، بانکدار در فرانکفورت معرفی شد. قرار شد که ریتر معلم بچه های هالوگ شود، اما در این مدت او باید با هزینه حامی خود در دانشگاه هال شرکت کند. وظایف او به عنوان معلم در سال ١٧٩٨ آغاز شد و به مدت پانزده سال ادامه یافت. سال‌های ١٨١٩-١٨١٤، که او در گوتینگن گذراند تا همچنان مراقب شاگردانش باشد، سال‌هایی بود که در آن‌ها به طور انحصاری به مطالعه جغرافیا پرداخت. در آنجا بود که از لیلی کرامر از دودرشتات خواستگاری کرد و با او ازدواج کرد و دو جلد اول Erdkunde خود را نوشت و منتشر کرد.
در سال ١٨١٩ استاد تاریخ در فرانکفورت شد و در سال ١٨٢٠ در دانشگاه برلین به تدریس تاریخ پرداخت. ریتر در سال ١٨٢١ دکترای خود را در آنجا دریافت کرد و در سال ١٨٢٥ به عنوان استاد تمام منصوب شد. او همچنین در یک کالج نظامی در همان نزدیکی سخنرانی می‌کرد. او به ویژه به اکتشافات آفریقا علاقه مند بود و ارتباط مستمری با دانشمندان بریتانیایی و محافل علمی مانند انجمن سلطنتی جغرافیا داشت. او یکی از معلمان آکادمیک کاشف هاینریش بارت بود که از طرف دولت بریتانیا به شمال و غرب آفریقا سفر کرد تا در مورد معاهداتی که قرار بود تجارت برده در ماوراء صحرا را متوقف کند، مذاکره کند. کارل ریتر خود یک تبلیغ کننده اختصاصی ضد برده داری در آلمان بود.
تأثیر ریتر بر جغرافیا به‌ویژه قابل توجه بود زیرا او مفهوم جدیدی از این موضوع را مطرح کرد. از نظر او: جغرافیا نوعی فیزیولوژی و آناتومی تطبیقی زمین بود: رودخانه‌ها، کوه‌ها، یخچال‌های طبیعی و غیره، اندام‌های متمایز زیادی بودند که هر کدام عملکردهای مناسب خود را داشتند. و از آنجایی که چهارچوب فیزیکی او اساس انسان است و تا حد زیادی در زندگی او تعیین کننده است، بنابراین ساختار هر کشور عنصری پیشرو در پیشرفت تاریخی ملت است. زمین یک فرد کیهانی با یک سازمان خاص است، یک موجود منحصربفرد (ens sui generis) با توسعه مترقی: کاوش در این فردیت زمین وظیفه جغرافیا است.

در سال ۱۸۲۲ ریتر به عضویت آکادمی علوم پروس انتخاب شد و در سال ۱۸۲۴ عضو انجمن آسیایی پاریس شد. در سال ۱۸۲۸، او Gesellschaft für Erdkunde zu Berlin (انجمن جغرافیایی برلین) را تأسیس کرد. او در سال ۱۸۴۹ به عنوان عضو افتخاری خارجی آکادمی هنر و علوم آمریکا انتخاب شد.[1] در سال ۱۸۵۶، او به سرپرستی مؤسسه نقشه‌برداری سلطنتی پروس منصوب شد. او در سال ۱۸۵۹ در برلین درگذشت.
در سال ۱۸۶۵، بنای یادبود ریتر در ورودی برول در کوئدلینبورگ نصب شد. خانه ای که او در آن متولد شد، شماره 15 Steinbrücke، در سال ۱۹۵۵ ویران شد. یک بنای یادبود اضافی در مدرسه مومنتال وجود دارد که به احترام ریتر و معلمش یوهان کریستوف فردریش گوتس ماثس ساخته شد. محدوده ریتر در کالیفرنیا به نام او نامگذاری شده است.[2]

## آثار
اثر بزرگ
شاهکار ۱۹قسمتی (۲۱جلدی) کارل ریتر، «جغرافیا در ارتباط با طبیعت و تاریخ بشر، یا جغرافیای عمومی، تطبیقی، به عنوان مبنایی مطمئن برای مطالعه و آموزش علوم فیزیکی و تاریخی»، یکی از جامع‌ترین آثار جغرافیایی است که توسط یک نویسنده واحد نوشته شده است. دو جلد اول به ترتیب در سال‌های ۱۸۱۷و ۱۸۱۸ توسط جی. رایمر منتشر شد و پس از آن جلد سوم تا سال ۱۸۲۲ منتشر نشد. در این زمان، ریتر «سرسرای تاریخ مردم اروپا پیش از هرودوت پیرامون قفقاز و سواحل پونتوس، رساله ای در باستان شناسی» را نوشت و منتشر کرد که نشان دهنده علاقه ریتر به هند بود. همچنین قرار بود به عنوان انتقالی به جلد سوم «جغرافیا» عمل کند که اولین بار در سال ۱۸۳۵منتشر شد.
در مجموع، ریتر قصد داشت یک جغرافیای فراگیر در سراسر جهان بنویسد. کار او شامل سه بخش بود:
۱. شکل جامد یا قاره ها
۲. شکل سیال یا عناصر
۳. اجسام سه قلمرو طبیعت
بخش اول این بود که قاره‌های جهان را با «دنیای قدیم» آغاز کنیم و به «دنیای جدید» برسانیم. پویایی قدیم و جدید ارائه شده در اینجا با مفاهیم معاصر مطابقت ندارد، بلکه به تکامل فعالیت های انسانی در این سیاره همانطور که ریتر آن را درک می کرد اشاره دارد. در نتیجه، همانطور که توسط هانو بک اشاره شده است، "انتهایی‌ترین نقاط جهان، به نظر ریتر، در شمال، جنوب و شرق از نظر عملی به اندازه آمریکا بخشی از دنیای جدید هستند".[3] با توجه به مقیاس عظیم پروژه خود، ریتر هرگز نتوانست آن را تکمیل کند، اما بخش پایانی بخش اول باید با خلاصه کردن هر قاره و "اشکال اصلی و تأثیرات آن بر طبیعت و تاریخ" به پایان می رسید: این امر باید محقق می شد. به صورت مختصر و به عنوان کمکی به بررسی «کل بزرگ» استفاده می شود.

بخش دوم مربوط به اشکال سیال بود. منظور از آن، آب، هوا و آتش بود. این عناصر تقریباً با مطالعات هیدروگرافی، هواشناسی، اقلیم شناسی و همچنین آتشفشان شناسی مطابقت دارند. این قسمت نیز قرار بود در چارچوب کل نظام بررسی شود.
قسمت پایانی کار پیشنهادی قرار بود به روابط متقابل زندگی ارگانیک با جغرافیا و تاریخ اختصاص یابد. بخشی از رویکرد ریتر به جغرافیا، شناسایی رابطه بین متغیرهای در معرض خطر بود. او به ویژه به توسعه این روابط در طول زمان و اینکه چگونه اجزای تشکیل دهنده آنها (حیوانات و زمین) در این تکامل نقش داشته اند، علاقه مند بود. ریتر با وام گرفتن مفهوم "وحدت ارگانیک" که توسط الکساندر فون هومبولت استفاده شد، فراتر رفت و گفت که جغرافیا بدون آن امکان پذیر نیست.[5]
روش شناسی
روشی که ریتر به کار گرفت روشی استقرایی بود که شامل گردآوری مقادیر زیادی اطلاعات و مطالب و ایجاد نظریه از آن متون بود. این سبک از تحقیق مورد انتقاد بسیاری از معاصران او قرار گرفت. آگوست ویلهلم شلگل، در نامه ای به یوهانس شولزه، ابراز تاسف می کند که "در واقع زمان آن است که مطالعات آثار تاریخی هند جدی شود. در آلمان مد است که بدون دانستن زبان، نظر خود را در مورد آن داشته باشیم، که منجر به ما یک نمونه اسفناک از آن را در "Vorhalle" از ریتر قابل ارزیابی می بینیم." [6] همانطور که ریتر برای حرکت خود به آسیا آماده می شد، منابع حتی بیشتر انباشته شدند، بنابراین مشکل مطرح شده توسط شلگل پیچیده شد.
در نتیجه روش های تحقیق استقرایی خود، ریتر به طور فزاینده ای علاقه مند به مشاهده سیاره به عنوان موجودی متشکل از افراد جغرافیایی بود. او در مقدمه «جغرافیا» بیان می‌کند: «بنابراین قاره‌های بزرگ نمایانگر دیدگاه پیمایشی بسیاری از کل‌های کمابیش مجزا هستند که در اینجا به طور کلی به عنوان افراد بزرگ زمین در نظر می‌گیریم».[5] افراد زمین، و سپس توصیف آنها از طریق تحقیقات گسترده، می تواند ریتر یک کل را تصور کند که کل آن بزرگتر از مجموع اجزای آن است.
ریتر رشد یک فرد جغرافیایی را روشن می کند و برای ایجاد یک سیستم جغرافیایی طبیعی تلاش می کند. او با مقایسه جغرافیا با نظریه یا فلسفه زبان، بر این باور بود که درک هر «Erdgegend» (منطقه زمین) و ظواهر مشخص و روابط طبیعی آن بدون تکیه بر کار مطلق توصیف و طبقه‌بندی ناب ضروری است. او در تقسیم زمین به "Erdgegende" نظریه ای را در مورد منطقه ایجاد کرده است که به نظر او برای تحقیقات جغرافیایی ضروری است. علاوه بر این، ریتر معتقد بود که نواحی پیشینی وجود داشته و توسط انسان ها شکل گرفته است.
ایجاد یک نظریه جغرافیایی در اطراف این منطقه به ریتر اجازه داد تا کار مقایسه ای را انجام دهد که در نتیجه کار بزرگ خود به دنبال آن بود. با بالا بردن اهمیت این منطقه، وی سپس ویژگی های هر یک از محلات را بررسی کرد، البته به یاد آورد تا تأثیر حیات ارگانیک، عمدتاً انسان، بر آن محل را منعکس کند. پس از تکمیل، این فرآیند به آخرین مؤلفه در روش ریتر، یعنی مقایسه، اجازه می‌دهد.
انبوهی از دانش مورد نظر قرار بود به عنوان پایه ای عمل کند که بر اساس آن بتوان بین محلات یا مناطق مورد تحقیق مقایسه کرد. این دانش به یک "علم ناب" اجازه می داد تا از تحقیقات جامع پدیدار شود. ذاتی درک ریتر از این منطقه، نقش خدا در ایجاد آن است. او معتقد بود که شکل زمین به عنوان راهی برای صحبت خدا با انسان ها عمل می کند تا اراده او انجام شود. اراده خداوند توسعه و تحقق مناطق ایجاد شده بود.

#### قالب کار
در زمان مرگ، ریتر حجم شگفت انگیزی از ادبیات جغرافیایی را که تنها در «اردکونده» او موجود بود، تولید کرده بود. ۲۱ جلد شامل ۱۹بخش است که تقریباً می توان آن را به ۶ بخش تقسیم کرد.
1. آفریقا (I) ۱۸۲۲
2. شرق آسیا (II-VI) ۱۸۱۸–۱۸۳۶
3. غرب آسیا (VII-XI) ۱۸۳۷-۱۸۴۴
4. عربستان (XII-XIII) ۱۸۴۶-۱۸۴۷
5. شبه جزیره سینا (XIV-XVII) ۱۸۴۷-۱۸۴۸
6. آسیای صغیر (XVIII-XIX) ۱۸۵۰–۱۸۵۲
شاهکار ریتر، ۱۹جلدی Die Erdkunde im Verhältniss zur Natur und zur Geschichte des Menschen (جغرافیا در رابطه با طبیعت و تاریخ بشر)، نوشته 1816-1859، موضوع تأثیر محیط فیزیکی را در طول شگفت انگیزی توسعه داد. فعالیت انسانی این یک دایره المعارف از افسانه های جغرافیایی است. ریتر روش جغرافی را به عنوان یک مطالعه و علم مطرح کرد و پایه گذاری کرد. رفتار او توسط همه جغرافی دانان تایید و پذیرفته شد.

جلد اول Die Erdkunde در سال ۱۸۱۶در برلین تکمیل شد و بخشی از آن در سال بعد منتشر شد. کل جلد اول تا سال ۱۸۳۲منتشر نشد و مجلدات زیر به سرعت از مطبوعات منتشر شد. Die Erdkunde در زمان مرگ ریتر ناقص باقی ماند و فقط آسیا و آفریقا را پوشش داد.
بسیاری از نوشته‌های ریتر در Monatsberichte انجمن جغرافیایی برلین و در Zeitschrift für allgemeine Erdkunde چاپ شدند. Geschichte der Erdkunde und der Entdeckungen (1861)، Allgemeine Erdkunde (1862) و Europa (1863) او پس از مرگ منتشر شد. برخی از آثار او توسط W. L. Gage به انگلیسی ترجمه شده است: جغرافیای مقایسه ای (1865) و جغرافیای مقایسه ای فلسطین و شبه جزیره سینا (1866).